# Christoph Arnold
Christoph Arnold (Sommerfeld, 17 dicembre 1650 – Lipsia, 15 aprile 1695) è stato un astronomo tedesco.
Era un agricoltore appassionato di astronomia. Osservò sia la grande cometa del 1683, otto giorni prima che la individuasse Johannes Hevelius, sia la grande cometa del 1686 (C/1686 R1) studiata, quest'ultima, insieme all'astronomo Gottfried Kirch che nel frattempo aveva raggiunto Lipsia. Sempre a Lipsia Kirch conobbe la sua futura moglie Maria Margarethe Winckelmann (1670–1720) introdotta all'astronomia proprio da Arnold.
Arnold si interessò della stella Mira e delle eclissi dei satelliti medicei di Giove. Osservò il transito di Mercurio davanti al sole il 13 ottobre 1690. Per questa osservazione ottenne del denaro ed una esenzione dal pagamento delle tasse da parte della città di Lipsia. Pubblicò nel 1692 Göttliche Gnadenzeichen, in einem Sonnenwunder vor Augen gestellt che contiene un resoconto del transito di Mercurio del 1690.
A Christoph Arnold la UAI ha intitolato il cratere lunare Arnold.